# Dawa Dachhiri Sherpa
Pour les articles homonymes, voir Dawa (prénom tibétain).
Dawa Dachhiri Sherpa, né le 3 novembre 1969 à Taksindu Solukumbu au Népal, est un coureur d'ultra-trail et un fondeur népalais.
Devenu en quelques années l'un des meilleurs coureurs d'ultrafond et après avoir remporté des centaines de courses dont le mythique Ultra-Trail du Mont-Blanc, il s'est vu proposer par la Fédération olympique népalaise d'acquérir des compétences en ski pour permettre au Népal d'être représenté aux Jeux olympiques de Turin en 2006. Il comptabilise au total trois participations aux Jeux olympiques d'hiver (2006, 2010, 2014).

## Biographie
Dawa Sherpa est né dans les montagnes de l'Himalaya, à 2 700 m d'altitude. À 6 ans, il entre dans un monastère où il s'initie au bouddhisme, aux arts martiaux et à la méditation. Il retourne dans son village, à l'âge de 13 ans, pour s'occuper de ses frères et sœurs à la suite du décès de son père.
Il gagne sa vie en travaillant comme cuisinier dans une agence qui organise des treks et apprend l'anglais grâce à une touriste néerlandaise qui lui offre des cours.

### Champion d'ultra-trail
Il participe à sa première course à l'âge de 25 ans à l'occasion d'une course organisée par des Suisses. C'est son frère qui remporte cette course, mais Dawa Sherpa gagne deux étapes. L'année suivante, sur cette même course, il rencontre celle qui deviendra sa femme, qu'il épousera en 1998 et qu'il suivra en Suisse. Il participe à de nombreuses courses d'ultratrail et devient rapidement l'un des meilleurs coureurs du monde, remportant les courses les plus difficiles, se démarquant aussi bien par la facilité avec laquelle il accumule les kilomètres que par son esprit sportif et son amabilité,. 
Il possède un palmarès significatif dans le monde du trail depuis sa première victoire en 1998 sur une étape du marathon du Verdon. Il a remporté plus de 100 courses dont l’Annapurna Mandala Trail, le Tchimbé Raid, l'Inter-Lacs, le grand raid du Mercantour, la 6000D et l'UTMB qu'il remporte en 2003. En 2010, il accroche une cinquième place au Grand Raid de La Réunion en 26 h 56 min et 33 s après avoir abandonné lors de ses deux dernières participations (2004 et 2006).
| Rang              | Course                                  | Longueur | Année | Temps            |
| ----------------- | --------------------------------------- | -------- | ----- | ---------------- |
| Médaille d'or     | Ultra-Trail du Mont-Blanc               | 150 km   | 2003  | 20 h 05 min 59 s |
| Médaille d'argent | Ultra-Trail du Mont-Blanc               | 155 km   | 2004  | 23 h 02 min 28 s |
| Médaille d'or     | Grand Trail des Templiers               | 66 km    | 2005  | 6 h 30 min 38 s  |
| Médaille d'or     | 6000D                                   | 63 km    | 2007  | 4 h 41 min 56 s  |
| Médaille d'argent | Ultra-Trail du Mont-Blanc               | 166 km   | 2008  | 21 h 56 min 52 s |
| Médaille d'argent | 6000D                                   | 63 km    | 2008  | 4 h 47 min 23 s  |
| Médaille d'or     | Trail Verbier St-Bernard - La Traversée | 52 km    | 2009  | 6 h 39 min 36 s  |
| Médaille d'or     | 6000D                                   | 63 km    | 2009  | 5 h 44 min 37 s  |
| Médaille d'or     | TDS                                     | 122 km   | 2012  | 14 h 37 min 07 s |

### Débuts en ski de fond

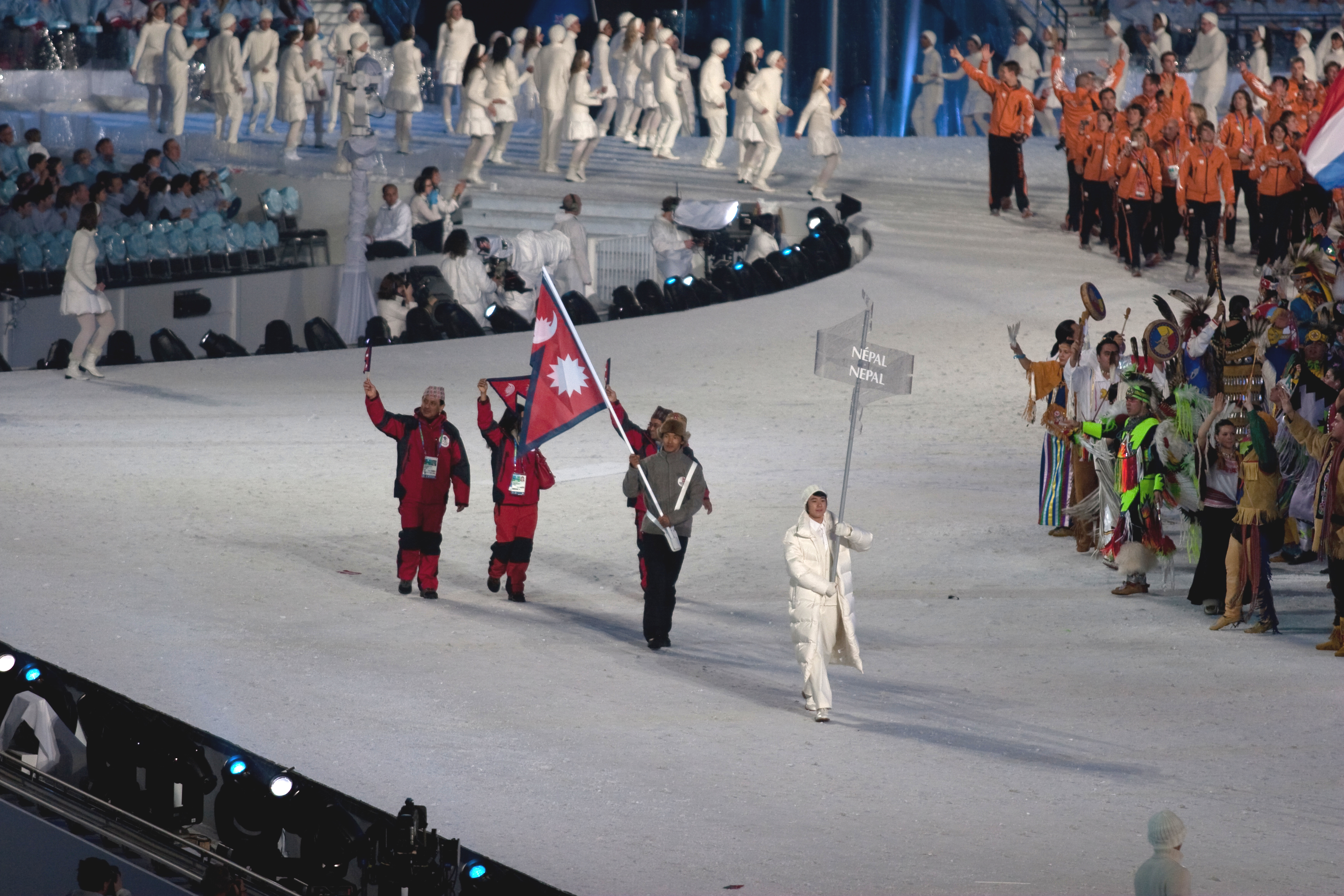
Dawa Sherpa, porte-drapeau du Népal aux Jeux d'hiver 2010.

L'arrivée de Dawa dans le monde du ski de fond n'est pas sans rappeler le pitch du film Rasta Rockett. En 2002, le Comité olympique népalais le contacte pour lui proposer d'apprendre le ski de fond... parce qu'il vit en Suisse, pays fortement doté en piste de ski, contrairement au Népal qui, bien qu'ayant les montagnes les plus élevées du monde, n'en possède aucune. Dawa apprend donc le ski de fond et devient le porte-drapeau et seul représentant du Népal aux Jeux olympiques de Turin où il finira 94e sur 99 de l'épreuve de 15 km classique.
En 2010, après avoir pris quelques cours et côtoyé les fondeurs de l'équipe de France, il participe à nouveau aux Jeux olympiques qui ont lieu à Vancouver, accompagné cette fois du skieur Kumar-Dhakal Shyam. Aux JO 2014 à Sotchi, il participe une nouvelle fois au 15 km classique.
| Épreuve / Édition | 15 km classique   |
| JO 2006 Turin     | 94e 56 min 47 s 1 |
| JO 2010 Vancouver | 92e 44 min 26 s 5 |
| JO 2014 Sotchi    | 86e 55 min 39 s 3 |

### Parrain
En 2014, Dawa est le parrain du trail humanitaire Humani'Trail qui a lieu aux Diablerets, dans le canton de Vaud, en Suisse.